# Fabio Roscioli
Fabio Roscioli (Grottammare, 18 de julio de 1965) es un ciclista italiano ya retirado que fue profesional desde 1987 a 2001.

## Palmarés
1993
- 1 etapa del Tour de Francia

1994
- 1 etapa de la Settimana Ciclistica Internazionale
- Tres Días de La Panne
- 1 etapa de la Vuelta a Suiza

1996
- Milan-Vignola

1997
- Hofbrau Cup

1999
- 1 etapa de la Vuelta a Asturias
- 1 etapa de la Vuelta a España[1]

## Resultados en Grandes Vueltas y Campeonatos del Mundo
| Carrera         | Carrera         | 1987  | 1988 | 1989 | 1990 | 1991 | 1992 | 1993 | 1994 | 1995 | 1996 | 1997  | 1998 | 1999 | 2000 | 2001 |
| --------------- | --------------- | ----- | ---- | ---- | ---- | ---- | ---- | ---- | ---- | ---- | ---- | ----- | ---- | ---- | ---- | ---- |
|                 | Giro de Italia  | 103.º | Ab.  | —    | 61.º | 80.º | 95.º | 62.º | 56.º | —    | —    | 63.º  | —    | —    | —    | —    |
|                 | Tour de Francia | —     | —    | —    | —    | —    | 90.º | 85.º | —    | —    | 98.º | —     | 79.º | —    | —    | —    |
|                 | Vuelta a España | —     | —    | —    | —    | —    | —    | —    | 55.º | —    | —    | 107.º | —    | 78.º | 85.º | —    |
| Mundial en Ruta | Mundial en Ruta | —     | —    | —    | —    | —    | —    | 57.º | —    | —    | —    | —     | —    | —    | —    | —    |

―: no participa

Ab.: abandono